# Municipio de San Cristóbal Suchixtlahuaca
El municipio de San Cristóbal Suchixtlahuaca (en chocho Ngi Su) es uno de los 570 municipios del estado mexicano de Oaxaca, ubicado en el distrito de Coixtlahuaca de la región Mixteca.

## Etimología
Suchixtlahuaca significa "El llano de las flores". Se compone de las voces Xóchitl-Flor e Ixtlahuaca-Llano o llanura y Ca-en.
Se dice que este municipio fue fundado antes de la Conquista, adquirió sus dominios de terrenos por la posesión que tenía y en acatamiento de la Real Cédula del 7 de enero de 1744, haciéndose notar que en 1749 se solicitó de la Corona de Castilla se declarase que no estaba sujeto a composición, por tener en su posesión los terrenos que gozaba a título de dominio, cuestión que posteriormente fue declarada por la Real Audiencia. 

## Lugares de interés
- Cuenta con una iglesia que data del año 1698
- Iglesia San Cristóbal[4]
- Mercado de San Cristóbal Suchixtlahuaca (destruido)
- Monumento a los caídos

## Personas destacadas
- C. Martín Bazán Martell
- C. Profesor Rubén Ortiz Baltazar

## Fiestas
En San Cristóbal Suchixtlahuaca se celebra el último domingo julio al patrono San Cristóbal se celebran las tradicionales posadas y la caminata de los peregrinos a través de las 4 esquinas del atrio de la iglesia y en la tercera semana de enero festejan al señor de esquipulas
- Del Patrono San Cristóbal.

## Población
La superficie total del municipio es de 44.65 km². En el centro cuenta con un municipio iglesia, centro de salud, una escuela primaria llamada Martín Bazán Martell, un cementerio y un jardín botánico

## Barrios
- Barrio al Norte del centro del municipio donde se encuentran los límites con el siguiente pueblo llamado Tejupan
- Barrio Sur barrio de Sosola está a la entrada de la super carretera México - Oaxaca